# استولد (دهانه)
استولد یک دهانه برخوردی در ماه‌ است.

## دهانه‌های اقماری
این دهانه ۱ دهانه اقماری دارد.
| Ostwald | عرض جغرافیایی | طول جغرافیایی | قطر          |
| ------- | ------------- | ------------- | ------------ |
| Y       | ۱۳.۶° N       | ۱۲۱.۰° E      | ۲۴.۰ کیلومتر |